# Donald Kirke
Donald Kirke (* 17. Mai 1901 in Jersey City, New Jersey; † 18. Mai 1971 in San Bernardino, Kalifornien) war ein US-amerikanischer Theater-, Film- und Fernsehschauspieler.

## Leben
Donald Kirke wurde 1901 in Jersey City, im US-Bundesstaat New Jersey geboren.
In den frühen 1920er Jahren spielte Kirke in Theaterkompanien wie der Gene Lewis-Olga Worth und der Lewis-Worth Company. Am 18. Dezember 1922 unterzeichnete Kirke einen Vertrag mit der Christie Film Company, für die er zwei Jahre lang gearbeitet hatte, bevor er ins Stock Theater wechselte. Im August 1923 wagte er sich ins Varieté. Er verließ die Keith’s State Stock Company, um in dem Drama The Song of India mitzuspielen, das in Harrisburg, Pennsylvania, Premiere hatte. Von 1016 bis zuletzt 1960 war er in mehr als 40 Film- und Fernsehproduktionen zu sehen.

## Filmografie
- 1929: Night Club
- 1930: Follow the Leader
- 1931: A Lesson in Love
- 1932: Eine Minute vor Zwölf (The Fourth Horseman)
- 1932: Der Mann ohne Furcht (Hidden Gold)
- 1933: Women Won’t Tell
- 1933: Blondie Johnson
- 1934: The Ghost Walks
- 1935: Let ’Em Have It
- 1936: Sunset of Power
- 1936: Border Flight
- 1936: Oh, Susanna!
- 1936: Ride ’Em Cowboy
- 1936: In His Steps
- 1936: Country Gentlemen
- 1937: Rich Relations
- 1937: Paradise Express
- 1937: Venus Makes Trouble
- 1937: Smoke Tree Range
- 1937: Range Defenders
- 1937: Finale in St. Petersburg (The Emperor’s Candlesticks)
- 1937: Midnight Madonna
- 1937: The Big Shot
- 1937: Mannequin
- 1937: The Shadow
- 1938: Hawaii Calls
- 1938: Rawhide
- 1938: I Demand Payment
- 1938: Sharpshooters
- 1939: Inside Story
- 1939: Big Town Czar
- 1940: The Showdown
- 1941: Mädchen im Rampenlicht (Ziegfeld Girl)
- 1942: Outlaws of Pine Ridge
- 1943: G-Men vs. The Black Dragon
- 1943: A Night for Crime
- 1946: The Well Groomed Bride
- 1947: Hoppy’s Holiday
- 1956: Scandal Incorporated
- 1957: Ums nackte Überleben (The Garment Jungle)
- 1959: Dragnet
- 1957–1960: Maverick